# Volova, Bârzula
Volova (în ucraineană Волова) este un sat în comuna Balta din raionul Bârzula, regiunea Odesa, Ucraina.

## Demografie
Componența lingvistică a localității Volova
     Ucraineană (92,4%)
     Rusă (4,15%)
     Română (2,53%)
     Alte limbi (0,92%)
Conform recensământului din 2001, majoritatea populației localității Volova era vorbitoare de ucraineană (92,4%), existând în minoritate și vorbitori de rusă (4,15%) și română (2,53%).